# Karl-Georg Hemmerich
Karl-Georg Hemmerich (* 29. Mai 1892 in München-Schwabing; † 14. November 1979 in Gland VD) war Maler, Schriftsteller und Komponist. Aufgrund seiner politischen Einstellung und der daraus resultierenden Biografie gehört er zur Generation „der vergessenen Künstler“.

## Leben
Karl-Georg Hemmerich war das einzige Kind seiner Eltern. Der Vater stammte aus einer Hugenottenfamilie in Toulouse und war am Bayerischen Königshof tätig. Die Mutter war Rosa Hemmerich, geb. Gregory. Nach der Novemberrevolution 1918 zog die Familie nach Altomünster.
Hemmerich begann zunächst eine Ausbildung in einer Münchener Bank, die er aber bald abbrach, um in München und Paris an den Kunstakademien zu studieren. Im Nachlass befinden sich Zeichnungen, die mit „Paris 1913“ signiert und datiert sind. Es ist anzunehmen, dass er sich 1912–1913 zu seinem Studium in Paris aufhielt und spätestens mit dem Ausbruch des Ersten Weltkrieges nach Deutschland zurückkehrte. Nach seiner Rückkehr wurde er als Soldat eingezogen. Aufgrund einer Verwundung kam er nicht mehr zum Fronteinsatz.
1919 heiratete er Ursula Ruth Kwilecki, die in München Medizin studierte. Ihre Mutter war Jüdin.
Hemmerich verdiente in den 20er Jahren seinen Lebensunterhalt als Porträtist und Komponist. Einige seiner frühen Kompositionen wurden in München uraufgeführt. Auch als Maler hatte er erste Erfolge. In den wirtschaftlich schwierigen Jahren gab er Kompositionsunterricht und leitete einen Chor. 1925 wurde die Tochter Ursula geboren. Schon 1928 emigrierte er auf Grund der sich abzeichnenden politischen Entwicklung in die Schweiz. Obwohl die Bemühungen um die Schweizer Staatsbürgerschaft erfolglos blieben, konnte er sich dank der Hilfe guter Freunde mit seiner Familie bis Kriegsende in der Schweiz aufhalten. Während des Krieges arbeitete er als Maler, Schriftsteller und Komponist.

### Auseinandersetzung mit dem Nationalsozialismus
Hemmerich setzte sich intensiv mit der Ideologie des Nationalsozialismus auseinander. 1935 erschien sein Buch „Das ist der Mensch“. Schon bald nach dem Erscheinen wurde die gesamte Auflage von der Gestapo beschlagnahmt und vernichtet. Nur ein Exemplar blieb erhalten, welches er bei Ausbruch des Zweiten Weltkrieges mit anderen belastenden Dokumenten vergraben hatte in der Befürchtung, Hitler könne auch die Schweiz angreifen und besetzen.
In seinem Vorwort zur Neuauflage nach dem Weltkrieg erläutert Hemmerich:
Jetzt, nach der deutschen Niederlage möchte dieser Versuch der Verteidigung der allgemeinen Menschenwürde durch einen Deutschen in der Gegenwart seinen Platz finden. Die Ereignisse haben sich bewegt, aber den Gedanken des Verfassers keine andere Richtung gegeben und, da das deutsche Problem durch die Niederlage noch nicht gelöst ist, so möchte ein Versuch, aus der Vielfalt des Geschehens das Wesentliche herauszulösen, sich rechtfertigen. Möge er der Welt zeigen, dass das deutsche Problem vor der Katastrophe, zur Sprache gebracht wurde von einem Europäer deutscher Herkunft. So wird der Unterton von Verzweiflung erst heute verständlich, da die Welt entsetzt an Massengräbern steht…
Waren doch die ersten Opfer des deutschen Systems „nur“ Juden, später aber Intellektuelle jeder Art. Die Entrechtung der Juden als Staatsbürger und Menschen hat das demokratische Europa nicht empört und das ist seine Mitschuld. Es war mir aber gewiss, dass der Entrechtung der Juden die aller anderen Europäer folgen würde, sobald die Landesgrenzen einmal überschritten waren… 
In einem Manuskript Hemmerichs, dass er am 17. November 1938 dem Chefredakteur der Schweizer Zeitung Der Bund, Ernst Schürch, zuschickte, führt er aus:
Es ist schon lange her, dass Sie beinahe einen Artikel von mir gedruckt hätten, der heute noch aktuell wäre. Ich wage es mich wieder einmal zu melden mit einem Beitrage, der als Leitartikel gedacht ist. In der Zeitung liest man freilich solche Gedanken sonst nicht, aber wo sollte man sie denn sonst lesen?… In der „kommenden Auseinandersetzung zwischen Demokratie und den ‚Anderen‘ hat die erstere bis jetzt keine Waffe, als die Tradition, welche keine kämpferische Gegenwart erzeugt; und was wäre Tradition gegen die unwiderstehliche Dynamik des Nihilismus?“ So heißt die Sache und sein Vorbote heißt Antisemitismus, sein Opfer heißt Demokratie. Aufgabe jeder Tageszeitung wäre es, diesen Sachverhalt darzustellen ohne politischen Aspekte, um auch endlich dem „kleinen Mann“ klarzumachen, am Beispiel der Judenhetze, dass nur die Humanität die Demokratie verteidigen kann, nicht umgekehrt. Ich wiederhole mich, wohl oder übel, schon seit zehn Jahren…. Deutschland aber wird den Vernichtungskampf aufnehmen! Jahrelang hat man, auch in der Schweiz, den Teufel rot an die Wand gemalt; erschienen ist er aber braun. Ich lebe und kämpfe für die Schweiz, obgleich ich kein Schweizer bin; ich verdanke ihr vieles und möchte ihr danken, durch die Wahrheit.
In der Zeit des Dritten Reiches brach Hemmerich fast alle Verbindungen nach Deutschland ab. Er musste feststellen, dass auch alte Freunde der Naziideologie anhingen. So schreibt er 1933 an einen Freund aus der Zeit vor seiner Emigration (auszugsweise):
Der deutsche Antisemitismus ist einer der Hauptpunkte des nationalen Programmes und mit ihm allein ist in meinen Augen diese Bewegung gerichtet; nicht allein, dass man den Juden die materielle Existenz nimmt: man tut noch etwas viel Schlimmeres, vielleicht das Schändlichste, was man als Mensch überhaupt tun kann: man macht eine Gemeinschaft von Menschen verächtlich, weil sie existieren. Die Ehrfurcht vor dem Leben, als Grundlage des sittlichen Denkens, ist hier auf das Grausamste verletzt. Ich muss darunter leiden, als ob ich ein Jude wäre, denn ich habe unter dieser unglücklichen Rasse die edelsten Menschen kennen gelernt und von Ihnen Beistand und Förderung auf jede Weise erfahren.

### Nachkriegszeit
1948 machte er den Versuch einige seiner großformatigen Bilder mit religiöser Thematik in Freiburg auszustellen, was schon rein transporttechnisch unter den damaligen Bedingungen ein extrem schwieriges Unterfangen war. Seine nur schwer zugänglichen religiösen Bilder, weder einem klaren Expressionismus, Surrerealismus noch phantastischen Realismus verhaftet, wurden abgelehnt. Er schreibt in einem Brief an seinen Freund Freiherr von Gebsattel:
Die Feindseligkeit, mit der meine religiösen Bilder dort (und später auch in München) aufgenommen worden sind, war zwar ärgerlich, aber nicht entmutigend. Dass ich etwas Neues gewollt habe, haben auch meine Gegner anerkannt; ihr Vorwurf richtet sich also offenbar gegen die Mittel, die nicht die der Zeit sind, die nur das zweidimensionale Bild anerkennt. Wo aber eine Handlung dargestellt ist, wie in meinen Bildern, da muss auch der Raum sein, worin sie geschieht. Es soll nämlich, heute nichts geschehen! Furcht vor dem Handeln und der unvermeidlichen Verantwortung hat doch den Dämon, den Diktator, erzeugt, das Wesen also, das uns das Handeln abnehmen soll.
In dem in den fünfziger Jahren anbrechenden Siegeszug der gegenstandslosen bzw. abstrakten Malerei hatten seine gegenständlichen Arbeiten keine Chance mehr. Er hat dies selbst sehr deutlich in seinen Briefen erkannt und belegt.
Während des Zweiten Weltkrieges hatte Hemmerich den größten Teil seines Vermögens verloren. Da er mit seiner künstlerischen Arbeit die Familie nicht mehr ernähren konnte, zwangen ihn die Umstände in einen anderen Beruf. Sein „Sprachgenie“ und seine exzellenten Kenntnisse der Kunstgeschichte ermöglichten ihm die Tätigkeit als Übersetzer von Kunstbänden beim Schweizer Skira-Verlag. Er übersetzte deutschsprachige Ausgaben aus dem Französischen, Englischen und Italienischen. Marc Chagall hat ihm ein Exemplar des übersetzten Bandes aus der Reihe „Le goût de notre temps“ von Lionello Venturi mit einer Tuschzeichnung und Namenszug signiert.
Hemmerich arbeitete bis 1968, also bis zum 78. Lebensjahr, für den Skira-Verlag. Am 14. November 1979 starb er in Gland im Alter von 87 Jahren. Seine Grabstätte ist auf dem kleinen Friedhof in Vich bei Gland. Sein Grabkreuz ohne Namen ließ er noch zu Lebzeiten nach einem eigenen Entwurf anfertigen. Es zeigt in der Mitte ein Alpha und ein Omega und gibt so der Nachwelt einen letzten Hinweis auf seine im christlichen Glauben verwurzelte Persönlichkeit.

## Das Werk
Die frühesten erhaltenen Arbeiten stammen aus der Zeit vor dem Ersten Weltkrieg, wahrscheinlich hat er frühe Arbeiten selbst vernichtet, andere sind möglicherweise während verschiedener Ortswechsel verloren gegangen. Ab 1920 begann seine Frau, seine Arbeiten zu fotografieren oder durch andere Fotografen dokumentieren zu lassen. Schwerpunkt seiner Arbeiten waren demnach biblische Themen. In Mappen abgelegte Zeichnungen, Skizzen, Zustandsdrucke und Holzschnitte blieben erhalten. Ursula Hemmerich begann nach dem Tode des Vaters, den künstlerischen Nachlass zu sichten und sachgerecht zu lagern. Die großformatigen Skizzen in Rötel und Bleistift auf Pergamentpapier ließ sie 1985 restaurieren und säurefest unter Plexiglas rahmen.
Hemmerich beherrschte alle gängigen Techniken der Malerei: Öl-, Aquarell- und Tuschmalerei, weiß gehöhte Bleistift-, Kohle- und Rötelzeichnungen, Radierungen, Strichätzung, Kaltnadel, Vernis Mou und Aquatinta sowie den Holzschnitt. Zahlreiche Druckstöcke aus Hartholz sind erhalten. Dabei scheint Hemmerich den Handabzug bevorzugt zu haben. Die Abzüge zeigen daher keinen Quetsch- oder Plattenrand.
Hemmerich hat sich wohl einige Jahre seines Lebens besonders mit japanischer- und Chinesischer Kunst beschäftigt und seine Kenntnisse im Holzschnitt angewendet.

### Das graphische Werk
Seine graphischen Hauptwerke sind die Radierzyklen Die Grosse Passion sowie Illustrationen zu E. T. A Hoffmanns Erzählungen Kreisleriana, Prinzessin Brambilla und seinen Fantasiestücke in Callots Manier. Vom Werk E.T.A. Hoffmanns fühlte sich der junge Hemmerich offensichtlich besonders angezogen. Bei der Lektüre von „Prinzessin Brambilla“ mögen Hemmerich die fantastisch karikierten Kupfer-Stiche Callots zu „Comedia dell´arte—Szenen“ des römischen Karnevals inspiriert haben.

### Ölmalerei
Über seine großformatigen Ölgemälde christlicher Thematik schreibt Hemmerich nach dem Kriege an den katholischen Geistlichen Dr. Tetzlaff:
Der Ausgangspunkt für Ihre Darstellung sollte die Tatsache sein, dass in meinem Werke der Mensch wieder einmal der Gegenstand des Bildes wird, was er lange nicht mehr war. War doch der Mensch für die neuere Kunst niemals mehr als ein Gegenstand unter anderen Gegenständen, ein Vorwand für eine experimentierende Kunst. Mit anderen Worten: die neuere Kunst hat überhaupt keinen anderen Gegenstand mehr, als das Objekt; die transzendentale Natur des Menschen wird geleugnet und so entstehen nicht nur die historischen Katastrophen, sondern auch die Bilder mit den zerfetzten Menschenleibern…
Als Schöpfer eines religiösen Werkes bin ich weit mehr Diener desselben als selbstherrlicher Künstler, der sich sein eigenes Gesetz macht. Ich folge dem Gesetze, dass außer mir über mir ist, bin also viel weniger „Person“, als es den Anschein hat. Ich habe aber in meiner Einsamkeit, die Krise des heutigen Menschen tiefer erlebt, als andere, „moderne“ Künstler und glaube, sie in meinen Bildern überwunden zu haben, in denen es keine Krise mehr gibt: daher die „klassische Lösung“. Der moderne die „klassische Lösung“. Der moderne Künstler stellt die Krise dar, d. h. die Welt ohne den Menschen, eine dämonische ja, „teuflische Welt“, worin die Dinge menschliche Gestalt nach äffen; ich aber die Überwindung der Krise durch die Darstellung des Herrn und ihm ähnlicher Menschen. Um dieses zu erreichen, brauchte es Stille und Geduld, und, da es doch große Bilder sind, auch Zeit. Die lange Arbeit an den einzelnen Bildern ist auch Meditation: nach und nach erscheint die „letzte“ Form, das Symbol.
Freiherr von Gebsattel verfasste 1920 in München zur „Kreisleriana-Mappe“ und zu den „Fantasiestücken“ von K.G. Hemmerich den folgenden Text (in Auszügen):
Unser Künstler nun, den man E.T.A. Hoffmann kongenial nennen muss, greift, angezogen von der ihm wahlverwandten Gestalt Kreislers, auf das zeitlose Kreislererlebnis zurück und gestaltet es in Radierungen zum stärksten Ausdruck. Nicht um Illustrationen zu Hoffmann handelt es sich in diesen Blättern, deren Inhalt sich meist gar nicht an Hoffmann anlehnt, sondern um Schöpfungen, die dadurch entstanden sind, dass das Kreislererlebnis in ihrem Urheber mächtig wurde. Wie bei Hoffman ein ursprüngliches Erlebnis dichterischen Ausdruck fand in der Gestalt Kreislers, so fand ein gleich elementares seinen bildhaften Ausdruck bei unserem Künstler. Es ist eine ganz eigene Welt seelischer Tatsachen und formaler Möglichkeiten, die der Künstler mit der Überzeugungskraft des wahrhaft ausdrucksfähigen Sehers vor uns hinstellt. Inneres, Unsichtbares wird zu zeigen unternommen: Erlebnisse, Zustände gelangen zu bildhafter Darstellung, die, bevor sie umrissen und festgehalten wurden, jedenfalls nicht anschaubar waren. Damit werden Wege betreten, auf denen heute der Expressionismus nach Neuland fahndet, die aber seit Goya kaum mehr zu nützlichem Erfolg geführt haben. In der Tat scheint eine gewisse Verwandtschaft den Künstler mit Goya zu verbinden. Auch er besitzt das Exakte der Vision Goyas. Träume möchte man diese Blätter nennen, Phantasiestücke, Gesichte, die aber nichts mit dem willkürlichen Spiel reiner Einbildung zu tun haben, sondern die als Ergebnisse eines gesteigerten Wachbewusstseins Tiefen der Wirklichkeit, des Lebens, der Erfahrung erhellen, welche der geübtesten Beobachtungsgabe unweigerlich verschlossen bleiben müssen.
Diese Erstlinge, mit denen der kaum zwanzigjährige sich seiner eigentlichen Kräfte bewusst zu werden begann, zeigen bereits die überraschende Ausdruckssicherheit des geborenen Meisters. So entstanden elf Radierungen, die zum merkwürdigsten gehören, was deutsche Graphik hervorgebracht hat…

### Der Komponist
Das kompositorische Schaffen Hemmerichs ist umfangreich. Ein vielleicht nicht vollständiges Werkverzeichnis schließt mit opus 31 ab. Sein musikalisches Werk war zu seiner Zeit, ebenso wie seine großformatigen Ölbilder, umstritten. Immerhin hatte er vor seiner 1928 erfolgten Emigration einige Uraufführungen in München, die er meist selbst dirigierte. Er selbst spielte mehrere Instrumente, Cello, Klavier, Klarinette und Orgel. In der Schweiz ließ er sich eine Hausorgel nach seinen Wünschen und Vorstellungen bauen.
In Badenweiler wurden noch 1950 einige Kompositionen aus seinem Werk aufgeführt. Er schreibt dazu in einem Brief vom 15. April 1950: „Der einzige Lichtblick meines Aufenthaltes, außer unserer Wiederbegegnung, war eine vorzügliche Aufführung meiner Musik, die Du leider nicht kennst, in Badenweiler.“

### Literarisches Werk
- 1930: Gedichte, gedruckt in 500 nummerierten Exemplaren bei Jakob Hegner, Hellerau.
- 1932: Wirklichkeit und Überlieferung, gedruckt in 300 nummerierten Exemplaren im Bernhard Krohn Verlag, Berlin.
- 1936: Das ist der Mensch im Bernhard Krohn Verlag.